# Acomys kempi
Acomys kempi är en däggdjursart som beskrevs av Guy Dollman 1911. Acomys kempi ingår i släktet taggmöss och familjen råttdjur. Inga underarter finns listade.
Denna taggmus förekommer i östra Afrika från södra Etiopien och södra Somalia över Kenya till norra Tanzania. Habitatet utgörs av savann i låglandet upp till 700 meter över havet. Arten uppsöker även urbaniserade områden. Den äter främst insekter.
Arten blir 95 till 110 mm lång (huvud och bål), har en 82 till 106 mm lång svans och 15 till 16 mm långa bakfötter (mått från tre exemplar). På ovansidan förekommer styv päls och på bakre delen av bålen är flera 10 mm långa taggar inblandade. Håren på ovansidan är grå vid roten och orange-ljusbrun vid spetsen. Pälsen blir på sidorna ljusare orange och undersidan är täckt av vit päls. På ryggens mitt finns en längsgående mörk linje. Svansen är huvudsakligen täckt av fjäll samt av några glest fördelade styva hår som är svart på ovansidan och vit på undersidan. Fjällen har en gråbrun färg och undersidan är något ljusare.
Acomys kempi vistas gärna i klippiga områden. Två upphittade honor var dräktiga med en respektive med två ungar.
För beståndet är inga hot kända och hela populationen bedöms som stor. IUCN kategoriserar arten globalt som livskraftig.